# Albert Bourlon
Albert Bourlon (Sancergues, 23 november 1916 – Bourges, 16 oktober 2013) was een Frans wielrenner.

## Levensloop en carrière
Bourlon werd prof in 1936. Tussen 1936 en 1939 won hij 3 plaatselijke wedstrijden. Met het uitbreken van de Tweede Wereldoorlog moest Bourlon zijn profcarrière staken. In 1946 zou hij aan zijn tweede carrière beginnen. 1947 was zijn succesvolste jaar. Hij won een rit in de Ronde van Frankrijk na een solo-ontsnapping van 253 kilometer. Tot op heden is dit nog altijd een record. In hetzelfde jaar won hij ook Parijs-Bourges.
Bourlon overleed in 2013 op bijna 97-jarige leeftijd. Hij was op dat moment de oudste nog levende deelnemer aan de Ronde van Frankrijk sinds het overlijden van Pierre Cogan op 5 januari 2013.

## Resultaten in voornaamste wedstrijden
| Jaar | Ronde van Italië | Ronde van Frankrijk | Ronde van Spanje |
| ---- | ---------------- | ------------------- | ---------------- |
| 1938 |                  | 35e                 |                  |
| 1947 |                  | 21e (1)             |                  |

- Bibliothèque nationale de France: cb16704257p (data)
- International Standard Name Identifier: 0000 0004 5099 471X
- Virtual International Authority File: 316738072